# Lavarosette

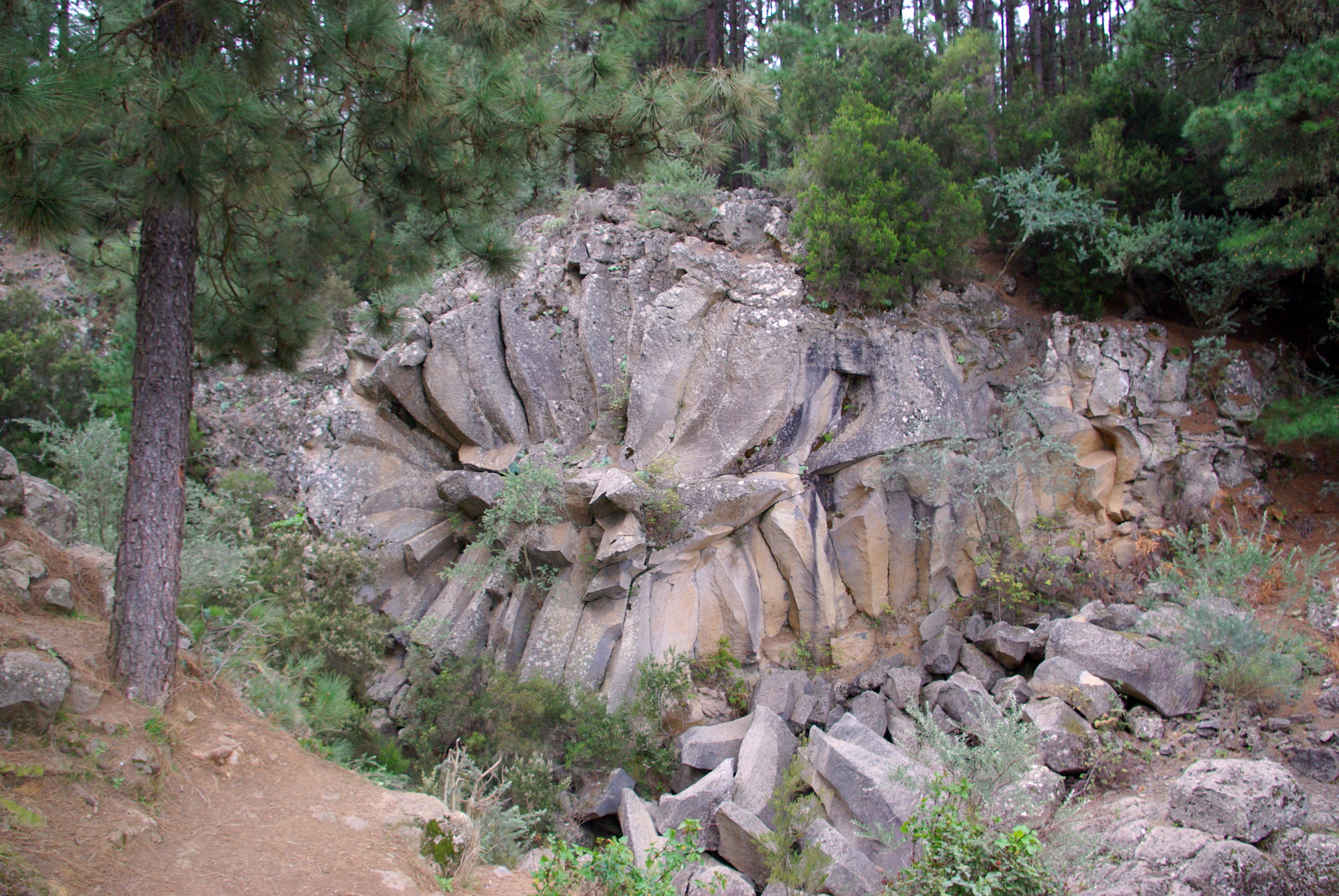
Die Lavarosette Piedra de la Rosa auf Teneriffa.

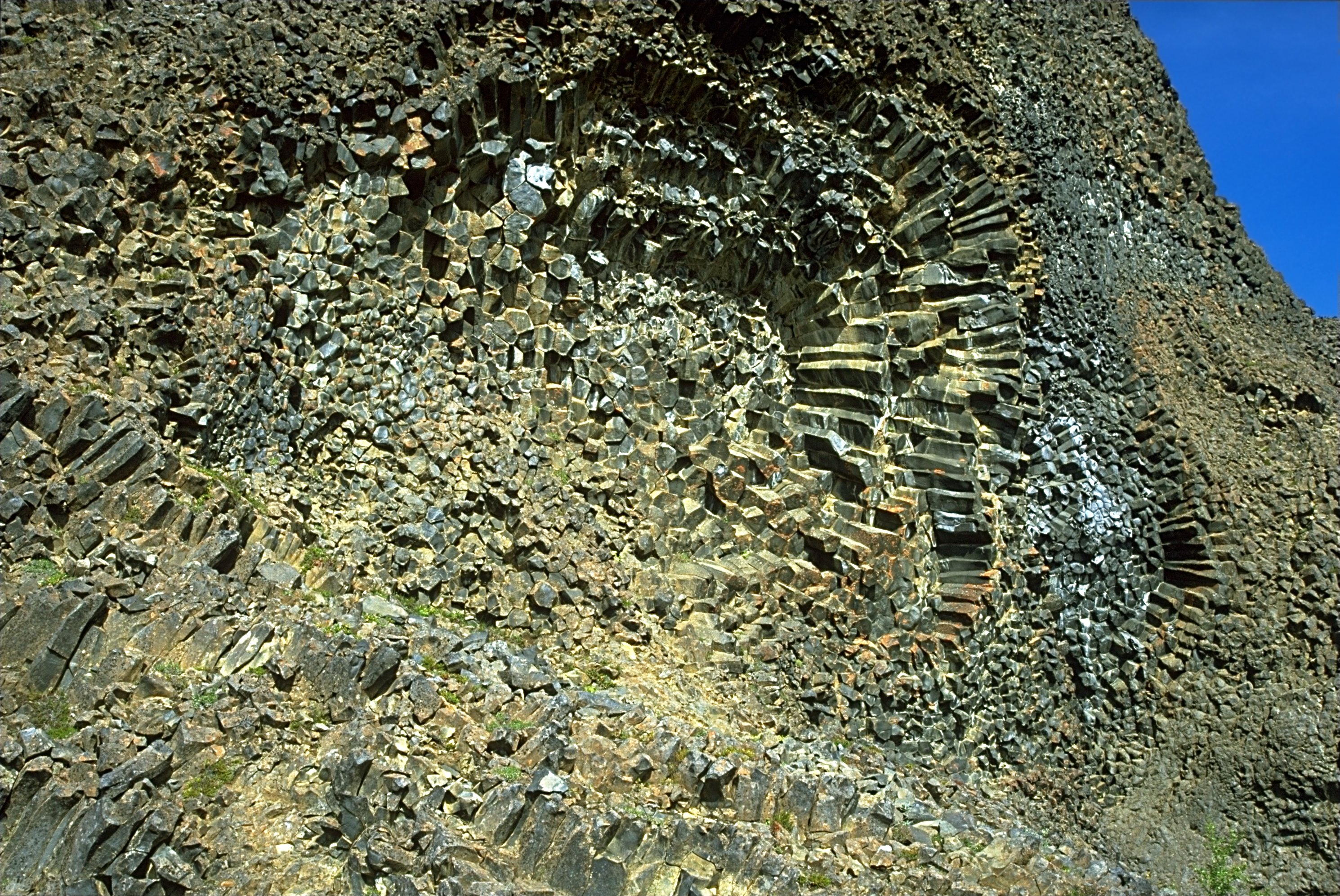
Basaltrosette im Jökulsárgljúfur-Nationalpark

Eine Lavarosette (auch Lavarose oder Lavablume) ist eine Formation aus Vulkangestein mit radial angeordneten Lavasäulen. Die Ausrichtung der Lavasäulen verläuft immer senkrecht zur Abkühlungsfläche, also der Außenfläche eines Lavatunnels oder einer Intrusion.
Oft werden diese Formationen auch Basaltrosette, Basaltrose oder Basaltblume genannt, auch wenn sie nicht aus Basalt bestehen.

## Vorkommen
- Der Rosette Rock im Organ-Pipes-Nationalpark.
- Der Hirtstein im Erzgebirge, ein Basaltfächer im Querschnitt einer Quellkuppe.
- Die Lavarosette Piedra de la Rosa auf Teneriffa.